# Pseudanthias ventralis
Pseudanthias ventralis là một loài cá biển thuộc chi Pseudanthias trong họ Cá mú. Loài này được mô tả lần đầu tiên vào năm 1979.

## Phân bố và môi trường sống
P. ventralis có phạm vi phân bố ở Tây và Bắc Thái Bình Dương. Loài này chia làm hai phân loài có phạm vi phân bố riêng biệt: Pseudanthias ventralis ventralis được tìm thấy ở Tây Nam Thái Bình Dương, xunq quanh New Caledonia, quần đảo Tuamotu, quần đảo Marshall và quần đảo Pitcairn, và Pseudanthias ventralis hawaiiensis được tìm thấy xung quanh quần đảo Hawaii. Tuy nhiên, nhiều nhà khoa học đã tách hẳn Pseudanthias ventralis hawaiiensis thành một loài riêng biệt, là Pseudanthias hawaiiensis, do sự khác biệt màu sắc rõ rệt giữa 2 loài. P. ventralis được tìm thấy trong các hang động và bên dưới các mỏm đá; chúng sống xung quanh các rạn san hô ở độ sâu khoảng từ 26 đến 120 m.

## Mô tả
P. ventralis có chiều dài tối đa được ghi nhận là 7 cm. Cá đực và cá mái đều có màu đỏ tía, chuyển thành tím nhạt hoặc trắng ở bụng. Cá mái có một dải sọc màu vàng từ trên mắt chạy dọc theo gốc vây lưng; các vây của cá mái đều mang màu vàng, viền xanh tím. Cá đực có thêm các đốm màu hồng tím dọc theo dải vàng của lưng; đốm đỏ trên vây lưng và vây đuôi.
Số gai ở vây lưng: 10; Số tia vây mềm ở vây lưng: 16 - 18; Số gai ở vây hậu môn: 3; Số tia vây mềm ở vây hậu môn: 9; Số gai ở vây bụng: 1; Số tia vây mềm ở vây bụng: 5; Số tia vây mềm ở vây ngực: 15.